# Сухоручкин, Пётр Николаевич
Пётр Никола́евич Сухору́чкин (28 июня 1915, Шиновка, Тамбовская губерния — 23 апреля 1966, Кирсанов, Тамбовская область) — командир батальона 738-го стрелкового полка, гвардии майор. Герой Советского Союза.

## Биография
Родился 28 июня 1915 года в селе Шиновка Кирсановского уезда (ныне — Кирсановского района Тамбовской области). Русский. Окончил 7 классов школы №1 в городе Кирсанов. Работал на мукомольном заводе учеником мукомола, затем бригадиром и начальником цеха.
Был призван 25 октября 1937 года Кирсановским РВК  в Красную Армию. В 1938 году окончил курсы младших лейтенантов. Участвовал в войне с Финляндией 1939—1940 годов, был ранен в ногу.
На фронте в Великую Отечественную войну с июля 1941 года.  В 1942 году вступил в ВКП(б). К лету 1944 года был дважды ранен (3.01.1942 и 10.07.1943), награждён медалью «За Отвагу». В 1944 году окончил Курсы усовершенствования офицерского состава.
К июлю 1944 года капитан Сухоручкин командовал 2-м стрелковым батальоном 738-го стрелкового полка 134-й стрелковой дивизии в составе 61-го стрелковогой корпуса 69-й армии 1-й Белорусского фронта.  21 июля умело и быстро с малыми потерями организовал переправу батальона через реку Западный Буг. Развивая наступление, за два дня боёв батальон полностью выполнил боевую задачу, было уничтожено свыше 200 фашистов и 12 взято в плен, захвачены склады с инженерным имуществом и боеприпасами. За эти бои был награждён 1 августа 1944 года орденом Александра Невского.
Через несколько дней офицер вновь отличился уже при форсировании реки Висла. 29 июля под огнём противника умело организовал и руководил батальоном при форсировании реки. Батальон сходу вступил в бой, в течение следующих дней отразил несколько контратак противников. 4 августа в критическую ситуацию боя лично поднял бойцов в контратаку, и положение было восстановлено. За эти бои был награждён 28 сентября 1944 года орденом Красного Знамени.
До января 1945 года дивизия, в составе которой воевал майор Сухоручкин, находилась на этом зависленском плацдарме, получившем название Пулавского, и готовилась к новым боям. В январе 1945 года началась Варшавско-Познанская наступательная операция.
Начав наступление 14 января 1945 года, 738-й стрелковый полк за десять дней операции прошёл с боями 300 километров и 25 января ворвался на восточную окраину города Познань (Польша). Форсировав реку Варта, полк умелым манёвром отрезал пути отступления противника на запад и во взаимодействии с другими частями завершил окружение познанской группировки врага и вышел к реке Одер в районе города Франкфурта-на-Одере.
За период боёв с 14 по 21 января 1945 года батальоном истреблено до 600 немецких солдат и офицеров, взято в плен 45 немцев, захвачено 2 склада с продовольствием, 2 склада с боеприпасами и много другого военного имущества и снаряжения. 16 января 1945 года, когда немцы в районе деревни Александровка перешли в контратаку, комбат Сухоручкин решительно повёл батальон в атаку и все немцы были уничтожены.
29 января 1945 года, форсировав реку Одер, находясь в авангарде дивизии, батальон майора Сухоручкина сломал сильное сопротивление немцев на границе Германии и стремительным ударом с боем занял три линии траншей противника и, несмотря на непрерывный заградогонь немецкой артиллерии, углубился на немецкую территорию с незначительными потерями.
Указом Президиума Верховного Совета СССР от 27 февраля 1945 года майору Сухоручкину Петру Николаевичу присвоено звание Героя Советского Союза с вручением ордена Ленина и медали «Золотая Звезда» (медаль № 5204).
С первых дней Берлинской наступательной операции в апреле 1945 года батальон майора Сухоручкина сражался на самых ответственных и опасных направлениях. В период с 18 по 22 апреля батальон выполнил все поставленные боевые задачи, занял 6 населённых пунктов, истребил до 400 противников и около 90 взял в плен, в качестве трофеев было захвачено около 50 пулемётов, более 300 винтовок и автоматов, другое военное имущество. За эти бои был награждён 13 мая 1945 года орденом Отечественной войны 1-й степени.
23 апреля 1945 года лично поднял бойцов батальона в атаку, был ранен снайпером в голову и отправлен в тыл на лечение. День Победы встретил в госпитале. Через несколько месяцев был демобилизован по инвалидности, правая рука стала парализованной и остался шрам на лбу.
Вернулся на родину — жил в селе Шиновка. Жена — Сухоручкина Серафима Тимофеевна. Сын Виктор (1952-2014) работал заместителем начальника милиции в Кирсанове, а затем — в Тамбовской областной милиции; похоронен рядом с отцом на военном кладбище Кирсанова.
Скончался 23 апреля 1966 года. Похоронен в городе Кирсанове на городском военном кладбище, на могиле установлен монумент.
Награждён орденами Ленина, Красного Знамени, Александра Невского, Отечественной войны 1-й степени, медалью "За Отвагу".